# Umetnostno drsanje na Zimskih olimpijskih igrah 1976
Umetnostno drsanje na Zimskih olimpijskih igrah 1976.

## Dobitniki medalj
| Tekma        | Zlato                                   | Srebro                             | Bron                           |
| Moški        | John Curry                              | Vladimir Kovaljev                  | Toller Cranston                |
| Ženske       | Dorothy Hamill                          | Dianne de Leeuw                    | Christine Errath               |
| Športni pari | Irina Rodnina in Aleksander Zajcev      | Romy Kermer in Rolf Österreich     | Manuela Groß in Uwe Kagelmann  |
| Plesni pari  | Ljudmila Pahomova in Aleksander Gorškov | Irina Mojsejeva in Andrej Minenkov | Colleen O'Connor in Jim Millns |